# Matt Taylor
Matthew Taylor (Columbus, Estados Unidos, 17 de octubre de 1981) es un exfutbolista y entrenador estadounidense. Es el entrenador del LA Galaxy II desde 2024. Como futbolista, jugó de delantero en clubes de su país y en Alemania.

## Trayectoria

### Universidad
Nacido en Columbus, Ohio, Taylor creció en Irvine, California y jugó fútbol de la universidad en UCLA desde 2000 a 2003. Taylor era sobre todo un sustituto en su primer año, pero obtuvo un papel más importante en el segundo, terminando la temporada con siete goles y dos asistencias. Como joven que él mejoró, registrando 12 goles y ocho asistencias, mientras que siendo una parte importante de un equipo de la UCLA que ganó el campeonato de la NCAA. El último año de Taylor fue su mejor momento, ya que anotó 14 goles y dio 8 asistencias. Fue nombrado el Pac-10 Jugador del Año y fue finalista del Trofeo Hermann. Taylor fue el máximo líder del país en el torneo de la NCAA durante el campeonato de la UCLA funcionar en 2002 y fue nombrado para el Equipo del Torneo en la Copa del colegio. Taylor también es el máximo goleador de todos los tiempos de la UCLA en la postemporada del torneo. Durante sus años de universidad jugó varios partidos junto con el exjugador de la Selección Nacional de Alemania Jürgen Klinsmann con Orange County Blue Star de la Liga USL Premier Development.

### Carrera profesional
Un excelente Combine MLS vio el Kansas City Wizards así que lo fichó en el 4 º en el SuperDraft de la MLS 2004. Aunque atrapado detrás de Davy Arnaud y Josh Wolff y después de gozar de pocos minutos de juego en 2003, Taylor obtuvo tres goles y una asistencia en los 524 minutos que jugó como suplente.
Después de su primera temporada, Taylor se quedó sin protección durante el Draft de Expansión de la MLS 2004 y fue seleccionado por Chivas USA, Se convirtió en uno de los pocos no-hispanos en el equipo. Taylor fue el primer jugador de la historia de Chivas USA en ser nombrado Jugador de la semana. Los primeros cuatro años en la MLS se vieron obstaculizados por las lesiones, incluyendo una fractura de tibia y cirugía de hernia doble. Taylor terminó de recuperar la velocidad y rapidez para que coincida con su ritmo de trabajo, cuando decidió dejar Chivas USA por una disputa de contrato con el entonces entrenador Preki.
Tuvo un breve paso por el equipo amateur Hollywood United en la sede en Los Ángeles, afiliada a USASA Coast Soccer League, donde anotó dos goles en tiros de penalti contra su antiguo club el Timbers de Portland en la primera ronda de la Lamar Hunt 2008 Abierto de EE. UU. Copa, ayudando a Hollywood para un sorprendente triunfo por 3-2 sobre el lado USL.
El 14 de agosto de 2008, Taylor se mudó a TuS Koblenz. A continuación llegó en la Bundesliga 2 de Alemania. Fußball-Bundesliga solamente tres días antes de la temporada comenzó y anotó en su primer partido con el equipo. El 5 de octubre de 2008, marcó un triplete de Koblenz en la victoria por 5-0 sobre Kaiserslautern. El 27 de mayo de 2009 Taylor firmó un contrato de dos años con el FSV Frankfurt, pero fue al club Rot Weiss Ahlen de la 3. Liga después de jugar solamente en un año para el FSV. Taylor se mudó a Preußen Münster para la 3. Liga 2012-13.

## Clubes

### Como jugador
| Club                      | País           | Año       |
| ------------------------- | -------------- | --------- |
| UCLA Bruins (Universidad) | Estados Unidos | 2000-2003 |
| Orange County Blue Star   | Estados Unidos | 2003      |
| Kansas City Wizards       | Estados Unidos | 2004      |
| Chivas USA                | Estados Unidos | 2005-2007 |
| Portland Timbers (USL)    | Estados Unidos | 2007      |
| Hollywood United          | Estados Unidos | 2008      |
| TuS Koblenz               | Alemania       | 2008-2009 |
| FSV Frankfurt             | Alemania       | 2009-2010 |
| Rot Weiss Ahlen           | Alemania       | 2010-2011 |
| SC Paderborn 07           | Alemania       | 2011-2012 |
| Preußen Münster           | Alemania       | 2012-2014 |
| 1. FC Saarbrücken         | Alemania       | 2014-2016 |
| Kickers Offenbach         | Alemania       | 2016-2017 |

### Como entrenador
| Club                       | País           | Año           |
| -------------------------- | -------------- | ------------- |
| UCLA Bruins (Asistente)    | Estados Unidos | 2018-2020     |
| Real Salt Lake (Asistente) | Estados Unidos | 2021-2023     |
| LA Galaxy II               | Estados Unidos | 2024-presente |